# Ambarakaraka
Ambarakaraka ist eine Stadt und Gemeinde in Madagaskar. Sie gehört zum Distrikt Ambilobe, der Teil der Region Diana in der Provinz Antsiranana ist. Nach einem Zensus des Jahres 2001 hat die Kommune eine Bevölkerung von 16.114.

## Wirtschaft und Bevölkerung
Rund 90 Prozent der Bevölkerung Ambarakarakas waren bei der Erhebung im Jahre 2001 in der Landwirtschaft tätig, wobei der Anbau von Reis den größten Anteil stellte, gefolgt von Kaffee, Katechu und Schwarzem Pfeffer.

## Belege
1. 1 2  Le Recensement des Communes. (XLS; 2,5 MB) Cornell University, 2002, abgerufen am 10. März 2011 (französisch).